# Comunitat de Països de Llengua Portuguesa
La Comunitat de Països de Llengua Portuguesa (portuguès: Comunidade dos Países de Língua Portuguesa) o CPLP és un fòrum multilateral entre països lusòfons que promou l'aliança i amistat entre els seus signataris.

## Formació i països membres
La CPLP fou creada el 17 de juliol del 1996 per Angola, Brasil, Cap Verd, Guinea Bissau, Moçambic, Portugal i São Tomé i Príncipe. L'any 2002, després d'aconseguir la independència, Timor Oriental fou acollit com a país integrant. Guinea Equatorial va esdevenir el novè país en formar-ne part, l'any 2014.

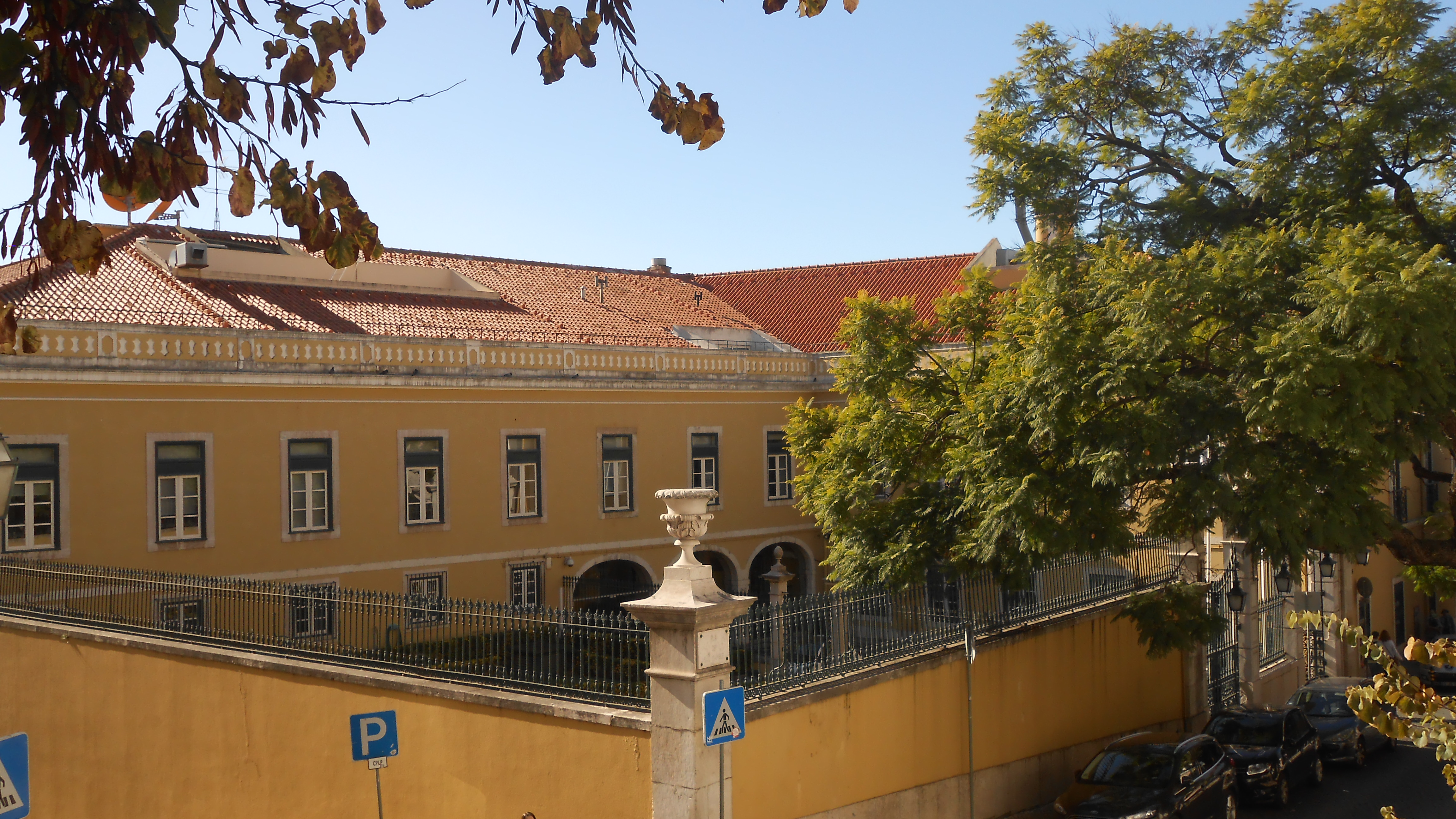
Seu de la CPLP, a Lisboa.

A pesar de la iniciativa, la CPLP és una organització jove que malda per posar en pràctica els objectius d'integració dels territoris lusòfons. El 2005, en una reunió a Luanda, Angola, la CPLP decidí que el dia 5 de maig es commemorés el Dia de la Cultura Lusòfona en el món. El 2019 La Unesco va avalar la mesura, declarant també el 5 de maig com el Dia de la llengua portuguesa.
Des de 2011, la seu de la CPLP es troba al Palácio Condes de Penafiel de Lisboa.

### Països membres
- Angola (1996)
- Brasil (1996)
- Cap Verd (1996)
- Guinea Bissau (1996)
- Moçambic (1996)
- Portugal (1996)
- São Tomé i Príncipe (1996)
- Timor-Leste (1996)
- Guinea Equatorial (observador: 2006, membre: 2014)

### Observadors associats
- Maurici (2006)
- Senegal (2008)
- Geòrgia (2014)
- Japó (2014)
- Turquia (2014)
- Namíbia (2014)
- Eslovàquia (2016)
- Uruguai (2016)
- República Txeca (2016)
- Hongria (2016)
- Argentina (2018)
- Xile (2018)
- França (2018)
- Andorra (2018)
- Itàlia (2018)
- Luxemburg (2018)
- Regne Unit (2018)
- Sèrbia (2018)
- OEI (2018)[7]

### Observadors consultius
- Consell Empresarial de la CPLP
- Fòrum de la Joventut de la CPLP
- Fundació Calouste Gulbenkian
- Fundació Luso-Americana per al Desenrotllament
- Associció dels Comités Olímpics de Llengua Portuguesa
- Fundació per a la Divulgació de les Tecnologies de la Informació
- Fundació Bial
- AMI – Assistència Mèdica Internacional
- Salut en Portugués
- Cercle de Reflexió Lusòfona
- Fundació Luso-Brasilera
- Metges del Món
- Associació de les Misericòrdies de Portugal
- Universitat Lusòfona d'Humanitats i Tecnologia
- Fundació per al Desenrotllament de la Comunitat
- Associació d'Universitats de Llengua Portuguesa
- Comunitat Sindical dels Països de Llengua Portuguesa

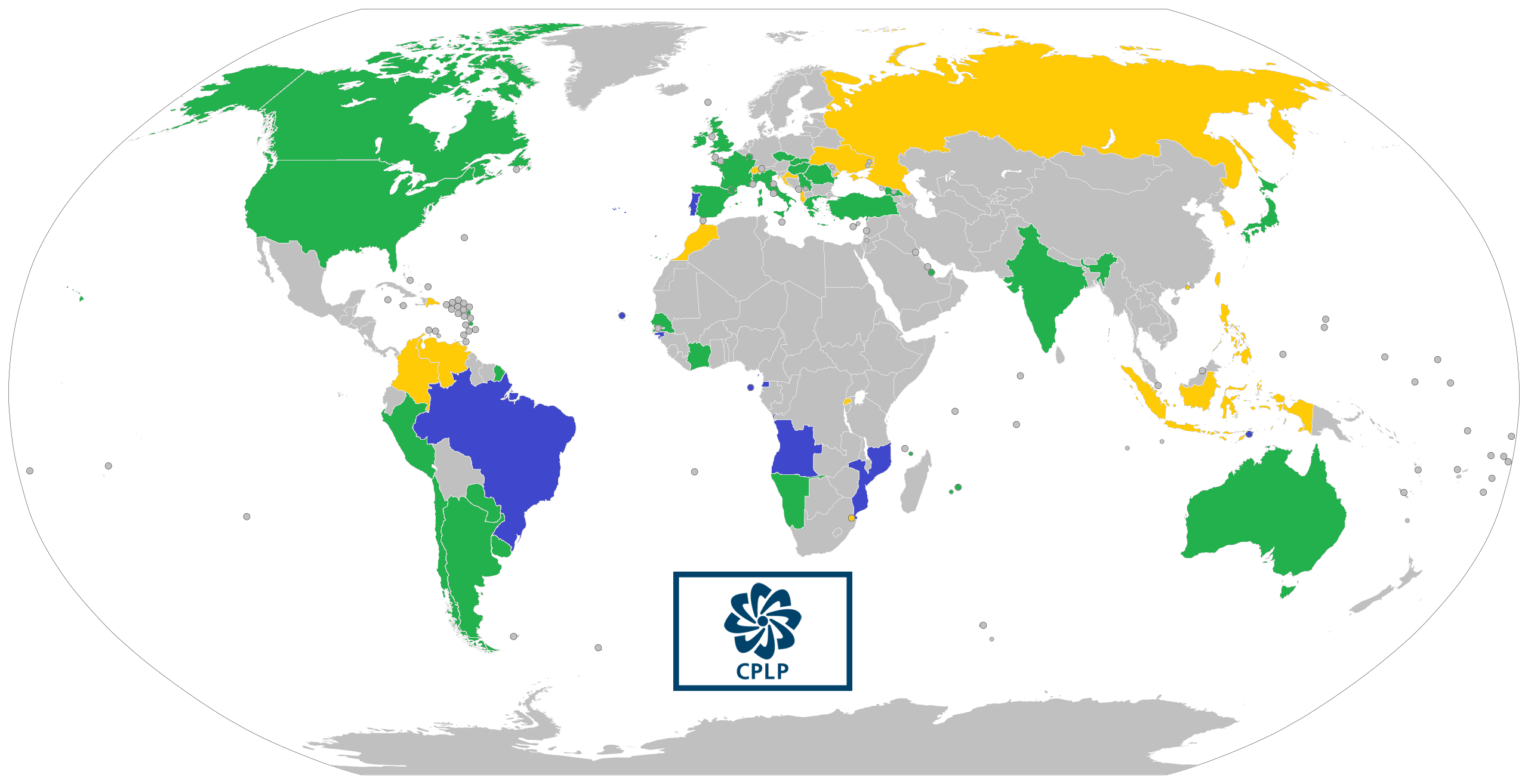
Mapa de la CPLP.

## Importància
La Comunitat de Països de Llengua Portuguesa abraça una població superior a 260 milions de lusofalantes (parlants de portuguès), tractant-se del 5è idioma més parlat al mòn (el primer de l'hemisferi sud) i ocupa una àrea total de 10.742.000 km² - més gran que el Canadà, el segon país més gran del món. El PIB conjunt de tots els països membres supera els 1,7 bilions de dòlars estatunidencs (dada de 2016).
La CPLP ja ha sigut decisiva per alguns dels seus països. A Guinea Bissau, per exemple, la CPLP ha ajudat a controlar cops d'estat i a concretar una reforma política, i a São Tomé i Príncipe es va proposar una reforma econòmica.

## Organització i comunitat

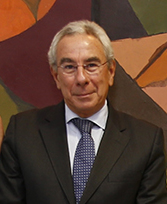
Francisco Ribeiro Telles, Secretari Executiu de la CPLP des de 2019.

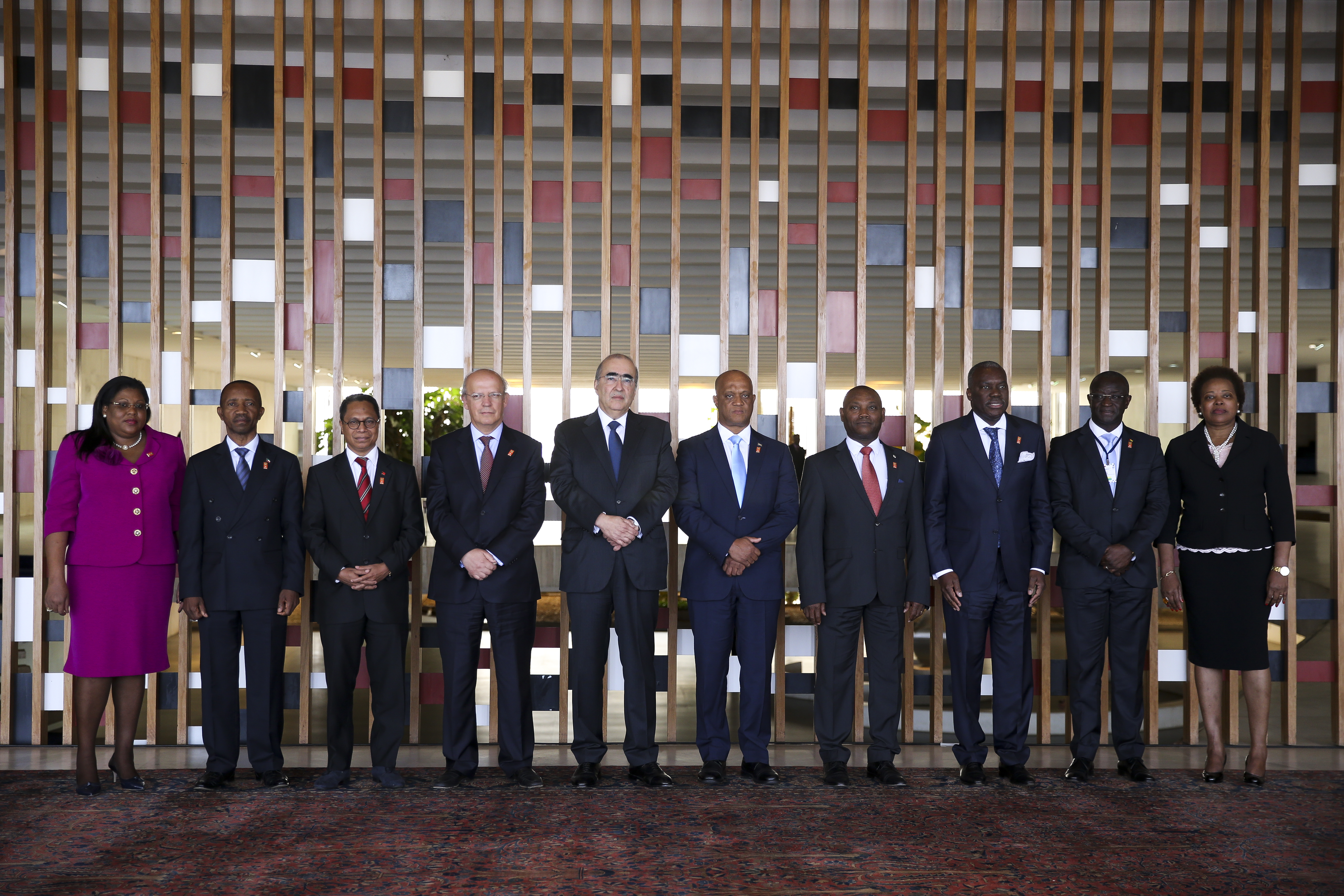
Conferència del Consell de Ministres de la CPLP (Brasília, 2017).

La Comunitat és dirigida pel Secretariat Executiu, que estudia, escull i implementa plans polítics per a l'organització. Està situat a Lisboa. El mandat del Secretari Executiu dura dos anys, i pot allargar-se, en cas de reelecció, per un bienni addicional.
La Conferència dels Caps d'Estat i de Govern, biennal, estudia les prioritats i avalua els resultats de la CPLP. El pla d'acció és pres pel Consell de Ministres d'Afers Exteriors dels països membres, que té lloc anualment. Hi ha també unes altres trobades mensuals del Comitè d'Acords Permanent.
La bandera de la Comunitat de Països de Llengua Portuguesa conté huit ales que formen un cercle. Cadascuna d'estes ales representa un membre de la CPLP. Fins abans de la filiació oficial de Timor Oriental, hi havia set ales.

### Secretariat executiu
Conforme a l'article 18 dels estatuts de la CPLP, el Secretari/a Executiu és una alta personalitat d'un dels estats membres de la CPLP i és escollit durant la Conferència de Caps d'Estat. Des de la creació de la Comunitat, els Secretaris Executius han estat:
| Ordre | Nom                                                | Nacionalitat        | Data d'inici  | Data final    | Experiència prèvia |
| ----- | -------------------------------------------------- | ------------------- | ------------- | ------------- | --- |
| 1     | Marcolino José Carlos Moco                         | Angola              | Juliol 1996   | Juliol 2000   | - Primer Ministre d'Angola (1992-1996) |
| 2     | Dulce Maria Pereira                                | Brasil              | Juliol 2000   | Agost 2002    | - Presidenta de la Fundação Cultural Palmares (1996-2000)                                                                                             |
| 3     | João Augusto de Médicis                            | Brasil              | Agost 2002    | Abril 2004    | - Ambaixador a Kenya (1984-1989) - Ambaixador a Polònia (1991-1993) - Ambaixador a la Xina (1994-1996) - Ambaixador a Xile (1999-2002)                |
| 4     | Luís de Matos Monteiro da Fonseca                  | Cap Verd            | Juliol 2004   | Juliol 2008   | - Ambaixador a la Comunitat Europea (1987-1991) - Ambaixador a Rússia (1991-1994) - Ambaixador a Àustria (1999-2001) - Ambaixador a l'ONU (2001-2004) |
| 5     | Domingos Simões Pereira                            | Guinea Bissau       | Juliol 2008   | Juliol 2012   | - Ministre a Guinea Bissau (2004-2005) |
| 6     | Murade Isaac Murargy                               | Moçambic            | Juliol 2012   | Gener 2017    | - Secretari General de Presidència de Moçambic (1995–2005) - Ambaixador a França i Alemanya (1985-1995)                                               |
| 7     | Maria do Carmo Trovoada Pires de Carvalho Silveira | São Tomé i Príncipe | Gener 2017    | Desembre 2018 | - Primera Ministra de São Tomé i Príncipe (2005-2006) - Governadora del Banc Central de São Tomé i Príncipe (1999-2005, 2011-2016)                    |
| 8     | Francisco Ribeiro Telles                           | Portugal            | Desembre 2018 | *Present      | - Ambaixador a Cap Verd (2002-2006) - Ambaixador a Angola (2007-2012) - Ambaixador al Brasil (2012-2016) - Ambaixador a Itàlia (2016-2018)            |

### Conferències de Caps d'Estat
| Ordre | Any  | Localitat   | País                |
| ----- | ---- | ----------- | ------------------- |
| I     | 1996 | Lisboa      | Portugal            |
| II    | 1998 | Praia       | Cap Verd            |
| III   | 2000 | Maputo      | Moçambic            |
| IV    | 2002 | Brasília    | Brasil              |
| V     | 2004 | São Tomé    | Sao Tomé i Príncipe |
| VI    | 2006 | Bissau      | Guinea Bissau       |
| VII   | 2008 | Lisboa      | Portugal            |
| VIII  | 2010 | Luanda      | Angola              |
| IX    | 2012 | Maputo      | Moçambic            |
| X     | 2014 | Dili        | Timor oriental      |
| XI    | 2016 | Brasília    | Brasil              |
| XII   | 2018 | Santa Maria | Cap Verd            |

## Territoris observadors i aspirants

### Guinea Equatorial i Maurici
Alguns països de l'Àfrica tenen idiomes criolls derivats del portugués, a causa de la presència portuguesa en el continent d'ençà del segle xv. A Guinea Equatorial i Maurici (sense fer esment del Marroc, que també demanà l'estatut d'observador), a pesar de parlar uns altres idiomes (Maurici té com a idioma oficial el francés i Guinea Equatorial el francés i l'espanyol), els seus governs han intentat, així i tot, d'obtenir l'estatus d'Observador a la CPLP. En la VI Conferència de Caps d'Estat i de Govern, realitzada a Bissau, el juliol del 2006, la República de Maurici i Guinea Equatorial obtingueren l'estatut d'Observadors Associats. Guinea Equatorial va obtenir, l'any 2014, l'accés com a membre de ple dret de l'organització.

### Macau
Macau fou l'últim territori ultramarí portugués descolonitzat, el qual fou tornat a la Xina el 1999. Encara manté vius trets de la cultura portuguesa. El portugués és una de les llengües oficials d'este territori. La demanda per a l'obtenció de l'estatut d'Observador Associat no s'havia efectuat fins al 2006, any en què la Xina demanà per a ella esdevenir membre observador, a través de Macau.

### Andorra
El país dels Pirineus té un fort vincle amb Portugal, estat d'on prové més del 14% de la seva població. L'any 2018, Andorra va obtenir la seva adhesió com a Observador Associat de la CPLP.

### Marroc
Va sol·licitar la seva adhesió com a observador associat l'any 2010. Part del litoral marroquí va dependre de la corona portuguesa en l'època colonial, on encara hi ha restes de la seva arquitectura.

### Índia
Portugal va tenir diverses colònies a l'Índia, com Goa. El país també s'ha mostrat interessat en esdevenir membre de la Comunitat. Indonèsia i Filipines, arxipèlags descoberts pels portuguesos al segle xvi, també estudien sol·licitar-ho.

### Veneçuela
El país llatinoamericà té un estret vincle amb la CPLP: 400.000 habitants de Veneçuela són descendents de portuguesos o de brasilers.

### Galícia
A Galícia hi ha moviments que reclamen que Galícia siga acceptada com a membre de ple dret de la CPLP, o almenys com a observadora. Este moviment, impulsat per intel·lectuals i alguns grups polítics, així com organitzacions lingüístiques que reivindiquen la unitat de la llengua gallego-portuguesa (Associaçom Galega da Língua i Movimento de Defesa da Língua), defenen que el gallec és una variant dialectal de la llengua portuguesa. El responsable de cultura de la Xunta de Galicia, va manifestar la voluntat del govern gallec d'estudiar la possible entrada de Galícia dins de la CPLP.